# Marco Tumler
Marco Tumler (8 agosto 1988) è un ex sciatore alpino svizzero.

## Biografia
Slalomista puro attivo in gare FIS dal dicembre del 2003, Tumler esordì in Coppa Europa il 18 gennaio 2010 a Kirchberg in Tirol e in Coppa del Mondo il 5 gennaio 2012 a Zagabria Sljeme, in entrambi i casi senza completare la prova. Nel massimo circuito disputò altre due gare (l'ultima il 22 gennaio 2012 a Kitzbühel), senza portarne a termine nessuna. Si ritirò al termine della stagione 2016-2017 e la sua ultima gara fu uno slalom speciale FIS disputato il 13 aprile a Zinal, chiuso da Tumler al 21º posto; in carriera non prese parte a rassegne olimpiche o iridate.

## Palmarès

### Coppa Europa
- Miglior piazzamento in classifica generale: 113º nel 2011

### Australia New Zealand Cup
- Miglior piazzamento in classifica generale: 7º nel 2016
- 1 podio:
  - 1 terzo posto

### Campionati svizzeri
- 1 medaglia:
  - 1 bronzo (slalom speciale nel 2012)